# Jelena Arzjakova
Jelena Vladimirovna Arzjakova (Russisch: Еле́на Влади́мировна Аржако́ва) (Barnaoel, 8 september 1989) is een Russische atlete, die zich heeft toegelegd op de middellange afstanden. Zij naam eenmaal deel aan de Olympische Spelen, maar die prestatie werd later vanwege een overtreding van het dopingreglement geschrapt. 

## Loopbaan

### Start op steeple
Arzjakova, die zich aanvankelijk als junior toelegde op de 3000 m steeple,  nam als zestienjarige voor het eerst deel aan een internationaal toernooi  door op de wereldjuniorenkampioenschappen in Peking uit te komen op dit onderdeel, waarop zij vijftiende werd.

### Europese titels
Vanaf 2011 concentreerde Arzjakova zich op de middellange afstanden en al gauw boekte zij in dit metier haar eerste grote succes door op de Europese indoorkampioenschappen in Parijs de 1500 m te winnen in 4.13,78, die zomer gevolgd door een overwinning op zowel de 800 m in 1.59,41 als de 1500 m in 4.20,55 tijdens de EK U23 in Ostrava.  
In 2012 zette Jelena Arzjakova haar succesreeks voort door op de Europese kampioenschappen in Helsinki de gouden medaille te veroveren in 1.58,51. Op de Olympische Spelen in Londen moest zij in de finale van de 800 m echter haar meerdere erkennen in haar landgenote Maria Savinova, die in 1.56,19 de voltallige concurrentie het nakijken gaf. Arzjakova kwam ditmaal niet verder dan de zesde plaats in 1.59,21.

### Geschorst
Op 30 april 2013 maakte de Russische atletiekfederatie bekend, dat zij Jelena Arzjakova voor twee jaar had geschorst, nadat haar biologisch paspoort een abnormaal hemoglobinepatroon bleek te hebben vertoond. De schorsing ging in op 29 januari 2013. Bovendien werden al haar resultaten geschrapt vanaf 12 juli 2011, wat inhield dat zij haar gouden medailles van de EK U23 in 2011 in Ostrava en van de EK in 2012 in Helsinki weer moest inleveren.  De schorsing liep af op 29 januari 2015.

## Titels
- Europees kampioene 800 m – 2012
- Europees indoorkampioene 1500 m – 2011
- Europees kampioene U23 800 m – 2011
- Europees kampioene U23 1500 m – 2011

## Persoonlijke records
Outdoor
| Onderdeel      | Prestatie | Datum            | Plaats  |
| -------------- | --------- | ---------------- | ------- |
| 800 m          | 1.59,56   | 25 juni 2011     | Yerino  |
| 1500 m         | 4.08,05   | 31 juli 2010     | Yerino  |
| 2000 m steeple | 6.44,07   | 1 juli 2006      | Brjansk |
| 3000 m steeple | 9.49,05   | 14 augustus 2010 | Saransk |

Indoor
| Onderdeel      | Prestatie | Datum            | Plaats  |
| -------------- | --------- | ---------------- | ------- |
| 800 m          | 1.59,35   | 17 februari 2011 | Moskou  |
| 1000 m         | 2.35,21   | 6 februari 2011  | Moskou  |
| 1500 m         | 4.08,81   | 18 februari 2011 | Moskou  |
| 2000 m steeple | 6.44,07   | 1 juli 2006      | Brjansk |
| 2000 m         | 5.51,12   | 9 januari 2011   | Moskou  |

## Palmares

### 800 m
- 2011:  EK U23 – 1.59,41
- 2012:  EK – 1.58,51
- 2012: 6e OS – 1.59,21 (in ½ fin. 1.58,13)

### 1500 m
- 2011:  EK indoor – 4.13,78
- 2011:  EK U23 – 4.20,55 (in serie 4.08,77)
- 2011: 4e Universiade te Shenzhen – 4.07,67

### 3000 m steeple
- 2006: 15e WJK in Peking – 10.35,06